# Alice Schoenfeld
Alice Schoenfeld (nascuda el 19 de febrer de 1921 a Maribor, Regne de Iugoslàvia (avui Eslovènia) - mort el 25 de maig de 2019 a Pasadena (Estats Units), va ser una violinista alemanya-nord-americana, professora de música a la "Thornton School of Music" de Los Angeles de la Universitat del Sud de Califòrnia i mecenes.
Juntament amb la seva germana, la violoncel·lista Eleonore Schoenfeld, va actuar com el Duo Schoenfeld. Va ensenyar a la Thornton School of Music durant més de 60 anys. Després de la mort de la seva germana, va donar una quantitat important de diners per establir el Fons de beques dotats per Alice i Eleonore Schoenfeld i per remodelar una sala de concerts a la Universitat del Sud de Califòrnia.

## Vida i treball
Alice era la filla gran de Johanna Schoenfeld, de soltera Schendel, que venia d'Ucraïna, i del violinista Johannes Schoenfeld, que venia de Polònia. Va passar la seva infantesa a Maribor, on va néixer la seva germana Eleonore el 1925. A principis de la dècada de 1930 la família es va traslladar a Berlín. Aquí la talentosa musicalment Alice Schoenfeld va ser ensenyada pel reconegut professor de violí Karl Klingler. Va debutar el 1931 als deu anys amb la Filharmònica de Berlín. Des de finals de la dècada de 1930 va fer concerts a Berlín, per la Sala Bach i Schumann. Va passar els estius regularment amb la seva germana a la finca de Klingler, a Schloss Krumke, on se'ls va ensenyar amb les filles de Klingler. El 1944, Alice Schoenfeld figurava a la llista dels dotats de Déu (Gottbegnadeten-Liste).
Després de la Segona Guerra Mundial va actuar amb la seva germana com el Duo Schoenfeld. Juntes van gravar nombroses peces de música en solitari i de cambra per a emissores de ràdio i televisió d'Europa, Estats Units, Àsia i Austràlia. El desembre de 1952, la família Schoenfeld va emigrar als Estats Units i es va establir a Los Angeles. Alice Schoenfeld també va fer nombrosos concerts a Amèrica, la majoria juntament amb la seva germana. A més, va començar a donar classes de violí a mitjans dels anys cinquanta. El 1959 ella i la seva germana van ser convidades a ensenyar a la "Thornton School of Music"" juntament amb Jascha Heifetz i Gregor Piatigorsky. Al principi va ensenyar paral·lelament a les seves gires de concerts, després es va concentrar exclusivament en la formació de joves músics com a professora de violí. Fins a la seva jubilació als 95 anys, va ensenyar a deu estudiants de màster a la setmana a la Thornton School, entre ells Rebekka Hartmann, Anne Akiko Meyers i Suli Xue.
A la dècada de 1980, tant Alice com Eleonore Schoenfeld van ser dels primers músics reconeguts internacionalment a visitar la Xina després que s'establissin relacions diplomàtiques formals entre la Xina i els Estats Units. Segons la seva recomanació, més d'un centenar d'estudiants xinesos que estudien a l'estranger van rebre beques. Havia rebut l'"USC Ramo Music Faculty Award" i el 2008 l'"American String Teacher's Association Artist Teacher Award" per un ensenyament destacat.
Alice Schoenfeld va morir el 25 de maig de 2019 a Pasadena als 98 anys. Va ser enterrada al cementiri de Mountain View d'Altadena.

## Mecenatge
Alice Schoenfeld va ser una generosa defensora de la "Thornton School of Music". El 2013, va donar 10 milions de dòlars a l'escola de música. Es van utilitzar tres milions de dòlars per convertir l'antiga escola de cinema de la Universitat del Sud de Califòrnia en una sala de concerts: lAlice and Eleonore Schoenfeld Symphonic Hall. Els 7 milions de dòlars restants es van utilitzar per crear lAlice and Eleonore Schoenfeld Endowed Scholarship Fund, que proporciona suport financer als joves estudiants de música de la "Thornton School of Music". A la Xina, juntament amb la seva alumna Suli Xue, va iniciar el "Harbin Schoenfeld International String Competition", un concurs internacional que té lloc cada dos anys i que se celebra en les categories violí, violoncel i música de cambra. El 2015 va fundar i finançar lAlice and Eleonore Schoenfeld International Music Society Inc.